# リキッドライト

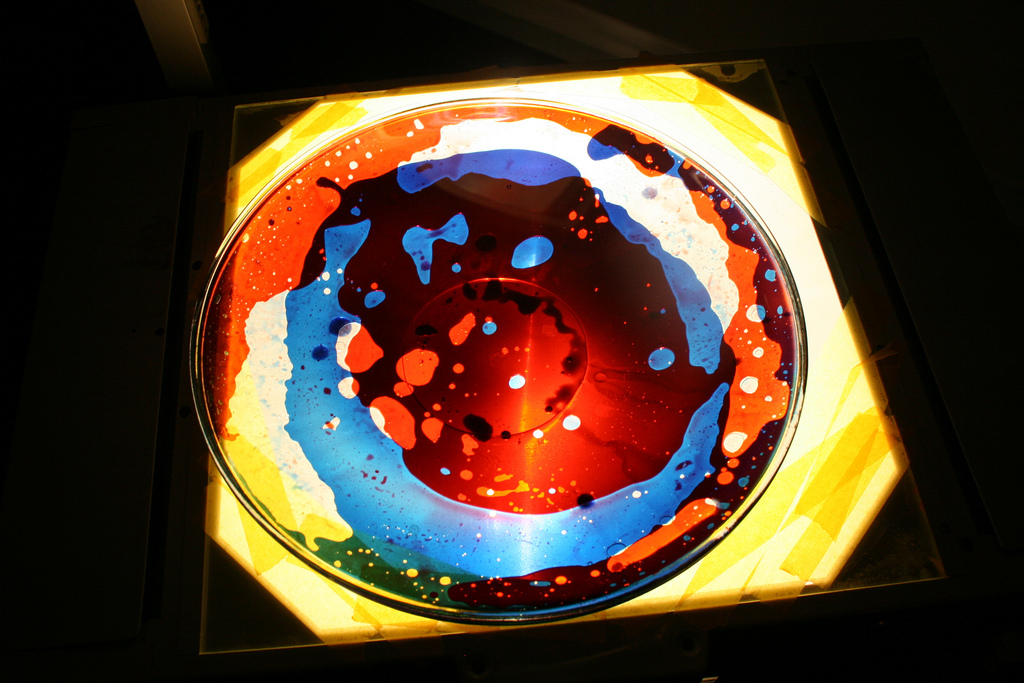
着色された鉱油とアルコールの層がプロジェクターレンズ上を移動し、変化するカラーパターンが生まれる。

リキッドライトは、舞台用照明の一種。着色した油滴、ゲルなどを通して照明光を投射することで色彩感の強い、動的な写像を作ることができる。1960年代にアメリカ西海岸で流行し、音楽イベントなどで多用された。

## 歴史
1966年頃にアメリカ西海岸で生まれた。フィルモア・イーストでジョシュア・ホワイト(Joshua White)が率いたザ・ジョシュア・ライト・ショー (The Joshua Light Show) が創成期に重要な役割を果たした。1960年代のフィルモア・イーストを初め、多くの大型イベントで照明を担当している。その後、70年代のプログレッシブ・ロックの不可欠な要素となる。1970年夏の以降は、ザ・ジョシュア・ライト・ショー出身のメンバーによって結成されたジョーズ・ライツ (Joe's Lights) が専属照明担当となり、1971年の閉場までこの体制が続いた。ライトショーの一部は、マーク・L・ルービンステイン (Marc L. Rubinstein) が率いたザ・ピッグ・ライト・ショー(The Pig Light Show)に委託されていた。
日本では、1968年に赤坂にオープンした「ムゲン」で照明アーティスト藤本晴美がサイケデリックなライトショーを行っていた。1971年（昭和46年）公開の映画『ゴジラ対ヘドラ』の冒頭でも当時のライトショーが確認できる。1980年代にリキッドライトショーを取り入れたのは裸のラリーズ、MARBLE SHEEP（マーブルシープ）などに限られていたが、1998年にOHP･ビデオ・スライドをミックス投影し幻想的な映像空間を演出するライトショー・チーム「OVERHEADS」が結成されると、ひかり祭り、フジロックフェスティバル、メタモルフォーゼ、サカナクション等の映像を手掛けるようになった。近年では、Khruangbin（クルアンビン）は2018年、全編にリキッドライトショーを取り入れたライブ映像を公開し話題となったほか、OverLightShow ～大箱屋～はGLIMSPANKY「Velvet Theater2019」において全てアナログ機材でのライトショーを演出。2020年には、資生堂「dプログラム」のテレビCMにも採用された。

## 技法
水性塗料や油性塗料によって着色した油滴、ゲルなどを通して照明光を投射する。油（リキッド）の各層には異なる色を配置し、改造したプロジェクターの熱で沸騰させ蒸気泡を発生させる投影法は最も古典的な方法だと言われている。大きな音が空気を伝って模様を動かすため音楽との親和性は非常に高い。投影されたレイヤーが完全に乾燥する前に、プロジェクターのホルダー内で新しいガラスが切り替えられ、古いガラスは新しい染料で取り除かれ、新しい層に交代されることで投影プロセスは継続される。リキッド（液体）のうちの大部分がガラススライド間の混合物を保持する。ライトショー用の有色液体の一般的な選択肢は、Flo-Masterインクであった。これは永久マーカーペン用に開発された製品であって非常に鮮明であるが、操作者の手まで染めてしまうという問題がある。
アメリカのショーは7人以上のオペレーターと30kg以上のプロジェクターを要するほど大きい。対照的に、イギリスでは、3人以上のオペレーター、多くても10人程度のチームのことが多い。また、アメリカのショーは一般的に、オーバーヘッドプロジェクターの周りに大きなクロックカバーガラスのリキッド（液体）で作られていた。ヨーロッパでは主に、プロジェクター内を改造し、2種類のリキッド（液体を含むガラス・カバーの2つの層を使用する改良型プロジェクター）を投影した。

## 名称
それぞれの技法の違いを反映して、リキッドライトショー、リキッドライト、リキッドライティング、サイケデリックライトショー、オイルアート、オイルペインティング、ライブペイント、ウェットショー、ゼラチンライトショーなど名称は様々ある。北米では近年、ジョシュア・ホワイトを中心としてliquid-Light Showの語が一般的となりつつある。